# 让-皮埃尔·杜梅克
让-皮埃尔·杜梅克（法語：Jean-Pierre Doumerc，1767年10月7日—1847年3月29日）在法国大革命初期加入了法国骑兵团，并在法兰西第一帝国建立时晋升为胸甲骑兵团的团长。在拿破仑战争期间，他率领骑兵旅和骑兵师参加了那个时代的许多重要战役。1815年从军队退役后，他在1830年代再次短暂服役。

## 早年生涯
杜梅克于1767年10月7日出生于法国蒙托邦，在法国大革命爆发时应征入伍。他在法国大革命战争期间稳步得到晋升，并于1803年被授予荣誉军团勋章。次年，他成为荣誉军团军官，并担任第9胸甲骑兵团上校。他参加了1805年12月2日的奥斯特利茨战役，不久后成为了荣誉军团的指挥官勋章。在战斗中，第9胸甲骑兵团隶属于南苏蒂将军的第1重骑兵师。

## 成为将军
杜梅克于1806年12月31日成为旅级将军，1808年被成为帝国男爵，1811年11月30日被任命为师级将军。1807年6月14日，他在弗里德兰战役中率领南苏蒂骑兵师的一个重骑兵旅。
在第五次反法同盟开始时，杜梅克在南苏蒂的第1重骑兵师指挥一个旅，其中包括第2胸甲骑兵团的848名骑兵，以及他的旧第9胸甲骑兵团的875名骑兵。拿破仑将该师分配给由让·拉纳元帅率领的一个临时部队。这支部队参加了1809年4月20日的阿本斯贝格战役。在最初的抵抗之后，寡不敌众的奥地利人很快逃往罗滕堡。
南苏蒂的师于1809年4月21日早些时候开始压制奥军的后卫部队。在中午稍作停顿后，法国骑兵终于推进并击溃了逃过兰茨胡特桥梁的奥军骑兵。胸甲骑兵在兰茨胡特战役中的作用以骑兵冲过西岸郊区的街道而告终。很快，步兵上来占领了城镇，后来成功地冲上了桥梁。

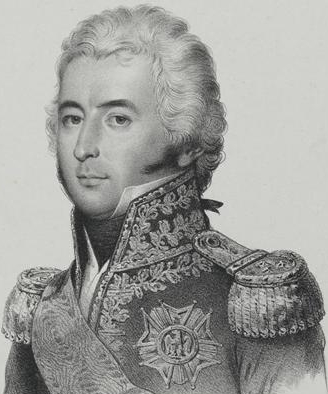
艾蒂安·德·南苏蒂

在4月22日的埃克米尔战役中，由8个胸甲骑兵团和2个骑兵团组成的法军部队参与了战斗。 8,000名法军重骑兵见巴伐利亚士兵的冲锋被击溃后，开始冲锋而上。敌方骑兵反击但被法军击溃，法国骑兵随后越过山顶，俘获了两门奥地利12磅火炮。
那天晚上，在阿尔特格洛夫斯海姆附近发生了著名的骑兵夜袭行动。双方大炮交火后，奥地利骑兵勇敢但愚蠢地发起冲锋，而法军则迎击他们。黑暗中，可以看到双方骑兵互相砍杀的火花。很快，第二线部队也加入了战斗。最后，奥地利人被击溃。法军报告俘虏了300人；其他损失不得而知。

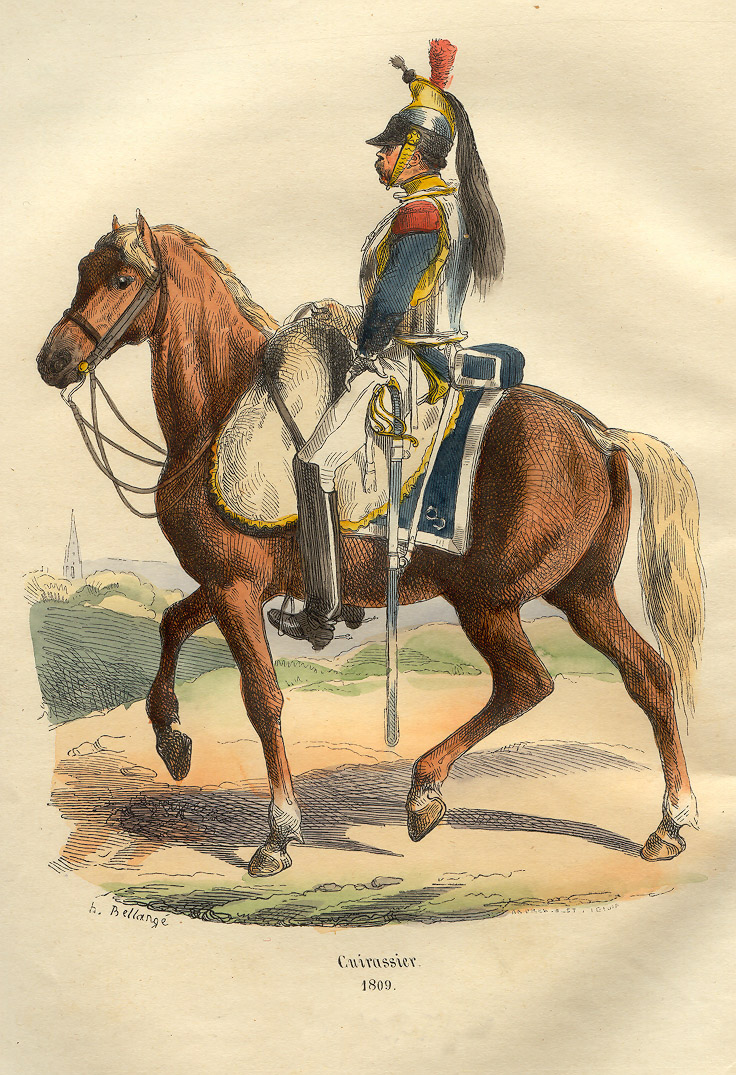
1809年的法国胸甲骑兵

4月23日，在雷根斯堡战役中，双方又进行了一次骑兵行动。这次，由路易-皮埃尔·蒙布伦率领的法国轻骑兵中队加入了南苏蒂和圣叙尔皮斯的40个重骑兵中队。奥地利人则派出了24个胸甲骑兵中队和32个轻骑兵中队。骑兵冲突持续了两个小时，直到奥地利人撤回雷根斯堡。
虽然南苏蒂师的另外两个旅在5月22日参加了阿斯珀恩-埃斯灵战役，但消息来源不清楚杜梅克的旅是否参加了。在瓦格拉姆战役中，杜梅克的第2胸甲骑兵团有708名骑兵，第9骑兵团则有776名骑兵。7月6日，卡尔大公对法国左翼发动了危险的反击。拿破仑将南苏蒂的师投向约翰·科洛拉特的奥地利第三军团，试图阻止他的敌人。但法军的骑兵被击退，阵亡164人，受伤436人，马匹损失1141匹。杜梅克的第9胸甲骑兵团失去了团长，还有6名军官受伤，31人阵亡，55人受伤。尽管冲锋失败了，但拿破仑获得了战场主动权。
在1812年入侵俄罗斯时，杜梅克率领第三重骑兵师，该师隶属于埃马纽埃尔·格鲁希领导的第三骑兵军。1812年8月16日至18日，第3骑兵师与其母军分离，参加了第一次波洛茨克战役。第一天，尼古拉·乌迪诺元帅在战术上遭遇失败并受了伤。圣西尔将军接任指挥官，并于17日进行机动，仿佛准备撤退。第二天，圣西尔下令巴伐利亚人组成的第六军团对俄军左翼发起进攻。法国第二军团则袭击了俄罗斯中心，而法国骑兵负责对抗俄罗斯的右翼。俄罗斯指挥官彼得·维特根施泰因眼看就要战败，投入了他最后的预备骑兵队。俄罗斯骑兵取得了初步成功。但他们被一个瑞士团阻止，并被杜梅克的第四胸甲骑兵团冲锋击败。

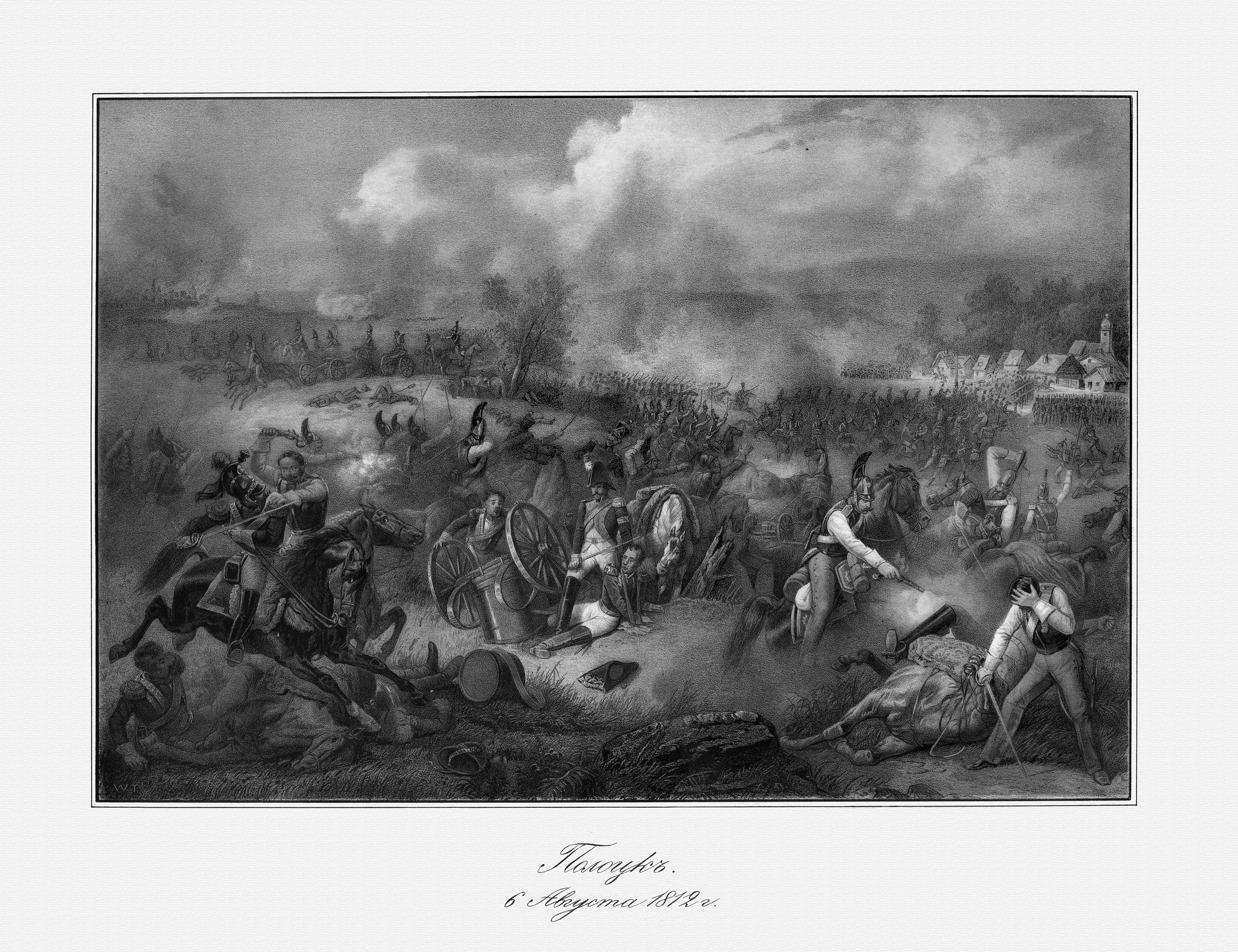
第一次波洛茨克战役

杜梅克率领他的师参加了10月18日至20日的第二次波洛茨克战役。第3重骑兵师，包括第4、第7和第14胸甲骑兵团，于12月26日至29日在别列齐纳河战役中作战。26日，乌迪诺和11,000名士兵，其中包括第3重装师，越过别列津纳河，准备保卫两座临时桥梁，抵御俄军的袭击。第二天，帕维尔·奇恰戈夫迟迟发现拿破仑欺骗了他，开始从南面进攻法军据点。28日，奇恰戈夫发动了全面进攻。在行动期间，乌迪诺受了重伤，并由内伊代替指挥。杜梅克率领他的部队进行了一次出色的冲锋，抵挡了奇恰戈夫的部队，并给俄罗斯人造成了2,000人的伤亡。这和其他英勇的行动一起帮助拿破仑的军队逃脱了致命的陷阱。
在整个1813年战役中，杜梅克继续领导第3重骑兵师。他参加了5月2日的吕岑战役和之后的包岑战役。8月26日至27日，他在德累斯顿战役中指挥莫布尔第一骑兵军团中的一个师。该师包括第4和第7胸甲骑兵团、第7、23、28和30龙骑兵团，以及两个炮连。在若阿尚·缪拉元帅的指挥下，法国骑兵袭击了盟军的左翼，后者被雨水淹没的溪流与中部和右侧隔离开来。伊格纳兹·久莱的奥地利军团无法有效自卫，在步兵和大炮的支持下遭到法国骑兵的重创。奥军有一个步兵师被摧毁。一些奥地利步兵营被击溃或被迫投降。总共有13,000名奥军士兵向法军投降或被俘。

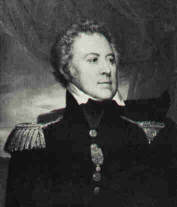
莫布尔将军

在1813年10月16日的莱比锡战役中，拿破仑试图粉碎施瓦岑贝格王子的波希米亚军队。在白天的行动中，杜梅克在莫布尔受重伤后接管了第一骑兵军团。在上午没有结果的战斗之后，拿破仑在下午2时指挥他的骑兵在盟军防线上砸了一个洞。施瓦岑贝格调动了奥地利的预备骑兵，并设法减缓了法国的进攻。大约下午2点30分，杜梅克发现了敌军防御的一个薄弱点，并命令第1重骑兵师立刻发起进攻。法军骑兵的冲锋迅速击溃了联军两个步兵营，摧毁了26门火炮，几乎切断了通往沙皇亚历山大一世指挥部的道路。然而，在缪拉或杜梅克都来不及提供支持之前，第1重骑兵师就遭到了沙皇的近卫部队和大量俄罗斯胸甲骑兵的反击。随着决定性的时刻过去，一天的战斗结束了，盟军被赶回了最初的地点，但大体完好无损。拿破仑在莱比锡战败后，他的前盟友巴伐利亚加入了盟军，并派出一支军团与法军交战。在哈瑙战役中，拿破仑彻底击败了卡尔·菲利普·冯·雷德的巴伐利亚军队，并以强大的攻击摧毁了巴伐利亚的左翼，为法军开辟了一条逃生路线。杜梅克率领第3重骑兵师参加了这次行动。
在1814年2月1日的拉罗蒂埃战役中，杜梅克率领1,900人的轻骑兵师加入奥古斯特·马尔蒙元帅的军团。2月10日，杜梅克率领他的骑兵师参加了尚波伯特战役。

## 晚年生活
拿破仑退位后，杜梅克选择效忠路易十八。国王任命他为三个军区的督察长、并给他颁发圣路易斯骑士勋章和荣誉军团大军官勋章。在百日王朝期间，杜梅克选择追随拿破仑。由于这个不合时宜的举动，滑铁卢战役后他被迫离开军队。1830年7月的革命使他重获青睐，被国王路易·菲利普一世任命为第18军区司令。1832年退休后，国王授予他荣誉军团大十字勋章，这是他第四次获得法国荣誉军团勋章。杜梅克于1847年3月29日在巴黎去世。他的名字（DOUMERC）刻在凯旋门的第一列。
作为法国的基础军事设施之一，杜梅克军营于1865年在将军的出生地蒙托邦建立。第10龙骑兵团驻扎在那里直至1936年，然后第7斯帕希斯军团开始驻扎。二战后，第9伞兵团和第35炮兵团接管了该营地。杜梅克军营目前仍在使用，第17降落伞工兵团驻扎在那里。

## 引文
1. 1 2 3  Mullié, Charles. Biographie des célébrités militaires des armées de terre et de mer de 1789 à 1850, 1852. Jean-Pierre Doumerc.
2. ↑  Duffy, Christopher. Austerlitz 1805. Hamden, Conn.: Archon Books, 1977. 181
3. ↑  Smith, Digby. The Napoleonic Wars Data Book. London: Greenhill, 1998. ISBN 1-85367-276-9. 250
4. ↑  Bowden, Scotty & Tarbox, Charlie. Armies on the Danube 1809. Arlington, Texas: Empire Games Press, 1980. 64
5. ↑  Arnold, James R. Crisis on the Danube. New York: Paragon House, 1990. ISBN 1-55778-137-0. 110-112
6. ↑  Arnold Crisis, 139-140
7. ↑  Arnold Crisis, 143-145
8. ↑  Arnold Crisis, 167
9. ↑  Arnold Crisis, 162
10. ↑  Arnold Crisis, 166-167
11. ↑  Arnold Crisis, 175-177
12. ↑  Arnold Crisis, 178-179
13. ↑  Petre, 181-182
14. ↑  Petre, 188
15. ↑  Bowden & Tarbox, 87-88
16. ↑  Bowden & Tarbox, 152
17. ↑  Arnold, James R. Napoleon Conquers Austria. Westport, Conn.: Praeger Publishers, 1995. ISBN 0-275-94694-0. 149
18. ↑  Chandler, David. The Campaigns of Napoleon. New York: Macmillan, 1966. 1111. Chandler mislabels Doumerc's division as the 5th Heavy.
19. ↑  Smith, 386. Smith correctly lists the 3rd Heavy.
20. ↑  Coates-Wright, Philipp. "Gouvion St.-Cyr: The Owl". Chandler, David, ed. Napoleon's Marshals. New York: Macmillan, 1987. ISBN 0-02-905930-5. 133-135. Coates-Wright claims that the Chevalier Guard led the attack, but it was serving with the main army.
21. ↑  Smith, 386. Smith lists the Lifeguard units involved.
22. ↑  Smith, 391. Smith shows the Chevalier Garde serving at Borodino with the main army.
23. ↑  Smith, 396
24. ↑  Smith, 406
25. ↑  Chandler Campaigns, 844. Chandler spells it "Dumerc".
26. ↑  Smith, 417
27. ↑  Smith, 421
28. ↑  Smith, 444
29. ↑  http://www.napolun.com/mirror/napoleonistyka.atspace.com/BATTLE_OF_DRESDEN.htm （页面存档备份，存于） napolun.com Battle of Dresden
30. ↑  Chandler Campaigns, 911
31. ↑  Chandler Campaigns, 929-931
32. ↑  Chandler Campaigns, 938
33. ↑  Smith, 474
34. ↑  http://www.napolun.com/mirror/napoleonistyka.atspace.com/French_Order_of_Battle_La_Rothiere.htm （页面存档备份，存于） napolun.com French Order of Battle - La Rothiere 1814
35. ↑  Smith, 494
36. ↑  http://www.amicale-17rgp.fr/vone/garnison/doumerc.html （页面存档备份，存于） amicale-17rgp.fr Le quartier Doumerc